# Locketidium stuarti
Locketidium stuarti là một loài nhện trong họ Linyphiidae.
Loài này thuộc chi Locketidium. Locketidium stuarti được miêu tả năm 1990 bởi Scharff.